# Soziokultur
Soziokultur bezeichnet die Summe aus allen kulturellen, sozialen und politischen Interessen und Bedürfnissen in einer Gesellschaft oder einer gesellschaftlichen Gruppe. Soziokultur ist auch ein Fachbegriff der Kulturpolitik und bezeichnet eine direkte Hinwendung von Akteuren und Kultureinrichtungen zur gesellschaftlichen Wirklichkeit und zum Alltag. Orte von Soziokultur sind vor allem soziokulturelle Einrichtungen (vergleiche Soziokulturelles Zentrum). In der Schweiz hat sich für Berufstätige in solchen Einrichtungen die ursprünglich französische Bezeichnung soziokulturelle Animation eingebürgert.
Die Wortverbindung soziokulturell bezeichnet den engen Zusammenhang zwischen sozialen und kulturellen Gesichtspunkten gesellschaftlicher Gruppen und ihren Wertvorstellungen. Demgegenüber verkürzt der Duden „soziokulturell“ unspezifischer auf die Bedeutung „die Gesellschaft und ihre Kultur betreffend; gesellschaftlich-kulturell“; die Bezeichnung „Soziokultur“ führt der Duden nicht.

## Entwicklung
Die heutige Soziokultur steht in einer Entwicklungslinie, die ihren Anfang in der 68er-Bewegung findet. Friedens-, Umwelt-, Frauen- oder Jugendzentrumsbewegung suchten nach Freiräumen, die sie häufig in alten Fabriken fanden. Die Idee war die Entwicklung einer Kultur von unten, unabhängig von staatlicher Einflussnahme. Selbstverwaltung mit demokratischen Entscheidungsstrukturen war das große Motto dieser Zeit, auch wenn das bedeutete, keine staatliche Unterstützung zu erhalten. Heute bilden sich viele Schnittmengen zwischen Kultur-, Bildungs- und Sozialarbeit, die jede für sich genommen Arbeitsfelder der Soziokultur sind. Viele dieser praktischen Aufgaben werden heute allerdings durch staatliche Finanzmittel unterstützt. Geblieben ist aber das Bestreben, eine Kultur von unten zu betreiben.

## Sozialwissenschaften
Im Zusammenhang sozialwissenschaftlicher Forschungen bezeichnet „die Soziokultur“ das Ent- und Bestehen, die Veränderung sowie das Verschwinden von Gemeinschaften. Darüber hinaus ist vor allem eine eher empirische Bedeutung von Interesse: Von „einer Soziokultur“ wird gesprochen, wenn sich mehrere Individuen zu konkreten Zeiten für eine konkrete Dauer am selben Ort aufhalten und dadurch zu einer Art Gemeinschaft werden.